# Famille von Stülpnagel
La famille von Stülpnagel est le nom d'une ancienne famille noble d'Uckermark. Des branches de la famille subsistent actuellement.

## Histoire
La famille apparaît pour la première fois dans un document en 1321. La lignée directe commence avec Valentin von Stülpnagel au milieu du XVe siècle.
Outre l'Uckermark, comme Taschenberg, Wismar et Grünberg, la famille possède également des domaines dans l'Altmark, comme Falkenberg et Seehausen, ainsi qu'en Poméranie, comme Stolzenburg et Temnitz.
La légitimité de la noblesse prussienne pour Friedrich von Stülpnagel (né en 1777), le fils naturel du premier lieutenant prussien Carl Gottlob von Stülpnagel auf Grünberg, avec l'ajout du nom et des armoiries paternels, est délivrée le 20 juillet 1787. En outre, le Generalleutnant prussien Karl Bernhard von Stülpnagel (de) (1794-1875) reçoit la légitimation de noblesse prussienne le 7 avril 1803.
Le 16 janvier 1869, une association de noms et d'armoiries Stülpnagel-Dargitz est établie pour l'ancien conseiller secret du gouvernement prussien et administrateur de l'arrondissement de Prenzlau, Carl von Stülpnagel (de) (1788–1875). Celle-ci est transmise au propriétaire respectif du fidéicommis du domaine de Lübbenow, où la famille fait construire de 1812 à 1826 le manoir de Lübbenow qui est conservé et dont elle est propriétaire jusqu'en 1945.
C'est la propriété de Lindhorst qui présente la plus grande longévité, de 1375 à la réforme agraire.

## Armes

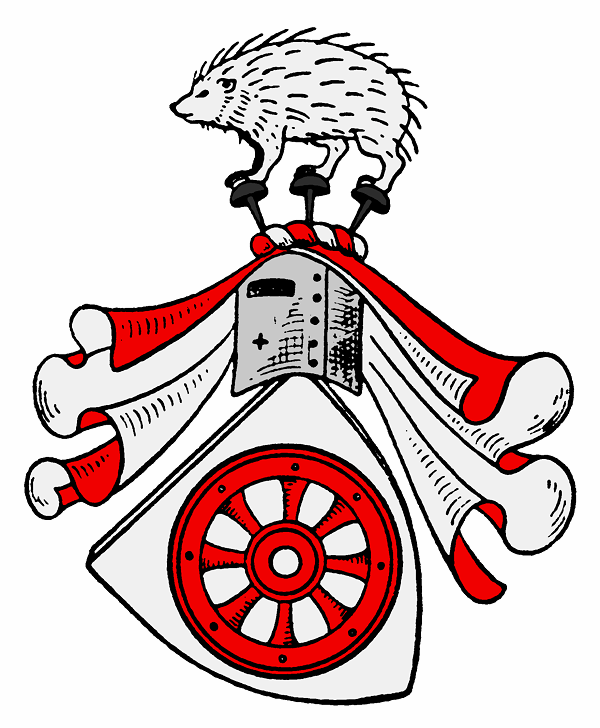
Armoiries de la famille von Stülpnagel

Les armoiries de la famille montrent en argent une roue (de) de chariot rouge à huit rayons. Sur le casque aux lambrequins rouges et argentées, trois clous noirs portant un hérisson (de) argenté. D'après les armoiries, ils sont d'une même tribu que les von Jagow, et probablement aussi, vu la similitude des armoiries et la région d'origine commune, avec les von Gloeden (de) et les von Uchtenhagen (de) de la région d'Uckermark.

## Filiation
- Wolf Leopold von Stülpnagel (1674–1730), propriétaire foncier
  - Otto Gottlob von Stülpnagel (1716–1772), propriétaire foncier et major
    - Wolf Friedrich von Stülpnagel (1752–1825), propriétaire foncier
      - Ferdinand von Stülpnagel (1787–1837), président
        - Otto von Stülpnagel (1822–1899), colonel prussien
          - Edwin von Stülpnagel (de) (1876-1933), général d'infanterie allemand
          - Otto von Stülpnagel (1878-1948), General der Flieger et d'infanterie allemand

        - Rudolf von Stülpnagel (de) (1831–1900), administrateur de l'arrondissement de Zauch-Belzig

    - Karl Gottlob von Stülpnagel (1753–1802), propriétaire foncier
      - Wolf Wilhelm Ferdinand von Stülpnagel (1781–1839), lieutenant général prussien
        - Wolf Louis Anton Ferdinand von Stülpnagel (1813–1885), général d'infanterie prussien
          - Ferdinand von Stülpnagel (1842-1912), général d'infanterie prussien
            - Ferdinand Wolf von Stülpnagel (1873–1938), chambellan et capitaine prussien [5]
              - Ferdinand Wolf von Stülpnagel (1911-1979), capitaine de vaisseau
              - Friedrich von Stülpnagel (1913–1996), athlète allemand et colonel de la Bundeswehr

            - Joachim von Stülpnagel (1880-1968), lieutenant général de la Reichswehr dans la République de Weimar
            - Siegfried Paul Ferdinand von Stulpnagel (1891–1976), général de division
              - Paul Joachim von Stülpnagel (de) (né en 1927), journaliste et diplomate

      - Heinrich von Stulpnagel (1799–1857), propriétaire foncier
        - Friedrich von Stülpnagel (de) (1847-1914), conservateur de l'Académie de chevalerie de Brandebourg-sur-la-Havel et homme politique prussien

    - Otto von Stulpnagel (1758–1794), capitaine
      - Georg von Stülpnagel (1785–1862), lieutenant général de cavalerie prussienne

    - Alexander Ferdinand von Stülpnagel (1766–1809), propriétaire foncier
      - Karl Bernhard von Stülpnagel (de) (1794–1875), lieutenant général prussien
        - Hermann von Stülpnagel (1839-1912), lieutenant général prussien
          - Carl-Heinrich von Stülpnagel (1886-1944), général d'infanterie allemand et combattant de la résistance
            - Walter von Stülpnagel (1919-2010), directeur du bâtiment et directeur de la chambre de l'abbaye de Hanovre (de)

  - Karl Sigismund von Stülpnagel (1721–1759), propriétaire foncier
    - Wolf Friedrich Gottlob von Stülpnagel (1747–1807), capitaine (capitaine)
      - Johann Friedrich von Stülpnagel (de) (1786–1865), officier prussien, géographe et cartographe

  - Carl von Stülpnagel-Dargitz (de) (1788–1875), administrateur de l'arrondissement de Prenzlau (1837–1863).